# Hydriris angustalis
Hydriris angustalis är en fjärilsart som beskrevs av Pieter Cornelius Tobias Snellen 1895. Hydriris angustalis ingår i släktet Hydriris och familjen Crambidae. Inga underarter finns listade i Catalogue of Life.